# Peep-show
Peep-show – w wolnym tłumaczeniu z angielskiego „podglądane przedstawienie” – rodzaj pokazu, przeznaczonego do oglądania „przez dziurkę od klucza” – w sposób, w którym widz ma poczucie anonimowości i nie ujawnia swojej obecności.
Określenie to w języku polskim przyjęło się do określania jedynie pokazów erotycznych, choć w języku angielskim ma także inne znaczenia.
Pokazy peep-show polegają najczęściej na tańcu typu „striptease” na małej, czasem obrotowej scenie. Widzowie znajdują się w zaciemnionych kabinach, niewidoczni dla tancerki, i mogą oglądać scenę przez okienko, które otwiera się na kilkadziesiąt sekund po wrzuceniu stosownej monety. Po upływie tego czasu okienko zamyka się, a jego ponowne otwarcie możliwe jest po wrzuceniu kolejnej monety.